# Grzegorz Woźniak (polityk)
Grzegorz Adam Woźniak (ur. 18 grudnia 1968 w Garwolinie) – polski polityk, przedsiębiorca i samorządowiec. Poseł na Sejm VII, VIII, IX i X kadencji.

## Życiorys
W 1992 ukończył studia w Instytucie Krajów Rozwijających się na Wydziale Geografii i Studiów Regionalnych Uniwersytetu Warszawskiego. Kształcił się podyplomowo w Centrum Studiów Latynoamerykańskich UW i w studium prawno-samorządowym Polskiej Akademii Nauk. Przez dwa lata pracował jako nauczyciel geografii w szkole podstawowej. W 1991 zaczął prowadzić własną działalność gospodarczą w ramach rodzinnej firmy budowlanej. Zaangażował się w działalność Ludowych Zespołów Sportowych, został też prezesem Zrzeszenia Handlu i Usług w Garwolinie.
Działał w Komitetach Obywatelskich „Solidarności” i Zjednoczeniu Chrześcijańsko-Narodowym, później przystąpił do Prawa i Sprawiedliwości. W wyborach samorządowych w 1998 (z listy AWS), 2006 i w 2010 był wybierany do rady powiatu garwolińskiego. W latach 2006–2010 sprawował urząd starosty tego powiatu III kadencji.
W 2011 kandydował w wyborach parlamentarnych z 10. miejsca na liście komitetu wyborczego Prawa i Sprawiedliwości w okręgu siedleckim. Uzyskał mandat poselski, otrzymując 8550 głosów. W 2015 z powodzeniem ubiegał się o poselską reelekcję (dostał 16 516 głosów). W 2019 został wybrany na kolejną kadencję Sejmu, otrzymując 19 082 głosy. W marcu 2020 zawieszono go w prawach członka partii po złamaniu zaleceń epidemiologicznych dotyczących wirusa SARS-CoV-2. W wyborach w 2023 utrzymał mandat poselski na okres X kadencji, zdobywając 9088 głosów.
W marcu 2024 został ponownie zawieszony w prawach członka partii, pozbawiono go też funkcji pełnomocnika powiatowego PiS. Doszło do tego po tym, jak zarzucono mu zgłoszenie do rejestracji w komisji wyborczej innych list w wyborach do rady powiatu niż uprzednio ustalone.

## Odznaczenia
W 2008 otrzymał Srebrny Krzyż Zasługi.

## Życie prywatne
Jest żonaty, ma córkę i syna.